# Yoshihisa Hirano
Yoshihisa Hirano (japanisch 平野 佳寿 Hirano Yoshihisa; * 8. März 1984 in Kyōto, Japan) ist ein professioneller japanischer Baseballspieler. Zurzeit steht er bei den Seattle Mariners in der Major League Baseball unter Vertrag. Zuvor spielte er für die Arizona Diamondbacks (MLB) und für die Orix Buffaloes der Nippon Professional Baseball (NPB).
Hirano ist ein rechtshändiger Pitcher. Als Reliver benutzte er als seine Primären Würfe den Fastball und den Forkball.

## Karriere

### Nippon Professional Baseball

#### Orix Buffaloes
Hirano wurde von den Buffaloes mit dem ersten Pick um NPB Draft 2005 ausgewählt.
Hirano verbrachte von 2006 bis 2019 12 Spielzeiten bei den Buffaloes. Er begann als Starter und wechselte für die Saison 2010 auf der Position des Relieves. Ab der Saison 2012 bis zu seinem Vertragsende in Orix spielte er als Closer. Insgesamt erzielte er in diesen 12 Saisons mit den Buffaloes, 156 Saves.
2011 gewann er den NPB Best Middle Reliever Award. 2014 führte er mit 40 Saves die Pacific League der NPB.
In seiner letzten Saison in Orix erzielte Hirano 29 Saves mit einer ERA von 2.67 und 47 Strikeouts.

### Major League Baseball

#### Arizona Diamondbacks
Am 22. Dezember 2017 vereinbarte Hirano einen Zweijahresvertrag über 6 Millionen Dollar mit den Arizona Diamondbacks. Am 12. September 2018 erzielte er seinen ersten Save. Seine erste Saison außerhalb von Japan spielte er in 75 Partien. Er erzielte 4 Siegen und 3 Niederlagen und sammelte 3 Saves in 66 1⁄3 Innings.
Am 18. April 2019 erzielte er seinen ersten Save der Saison 2019 gegen die Atlanta Braves. Im September wurde er auf die 10-Tage Injured List, mit einer Ellenbogenentzündung, gesetzt. Seine zweite Saison in der Major League Baseball beendete er mit 5-5 Win-Lose, einem ERA von 4.75, einem Save und 61 Strikeouts.
Nach der Saison 2019 lief sein Vertrag mit den Diamondbacks aus und Hirano wurde zum Free Agent.

#### Seattle Mariners
In der Off-Season unterschrieb Hirano einen Einjahresvertrag bei den Seattle Mariners. Aufgrund einer COVID-19 Infektion und dem daraufhin notwendigen Aufbautraining verpasste er den Start der Saison.

## Internationale Karriere
Hirano spielte beim World Baseball Classic 2017 für die japanische Nationalmannschaft. Japan erreichte das Halbfinale, unterlag in diesem jedoch mit 1:2 den Vereinigten Staaten und beendete das Turnier als Dritter.